# Pastourelle
A pastourelle (francia), vagy pastorelle, pastorella, vagy  pastorita egy tipikus régi francia lírai forma, aminek a középpontjában egy pásztorlány romantikus története áll. A legtöbb korai pastourelleben a költő lovag találkozik egy pásztorlánnyal. A narrátornak gyakran van szexuális, vagy erőszakos kapcsolata a pásztorlánnyal, és van egy menekülés. Később a fejlődésnek köszönhetően a történet elmozdult abba az irányba, amiben egy pásztorlány, illetve egy szerelmi vita található. A forma a 12-ik századi trubadúr költőkhöz köthető.
Ez a trubadúr forma összeolvadt a goliárd költészettel, és Franciaországban gyakorolták. A spanyol irodalomban a pastourelle befolyásolta a serranilla megszületését. Adam de la Halle műve, a Jeu de Robin et Marion egyfajta dramatizálása a pastourelle-nek.